# Чесание волокнистых материалов

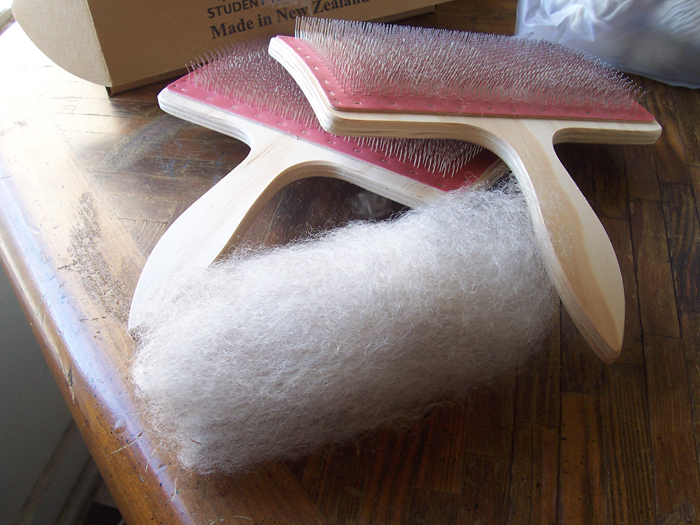
Чесалки для ручного вычёсывания (кардования) шерсти

Чесание волокнистых материалов — под этим именем подразумеваются два процесса, имеющие общую цель: разъединение и равномерное распределение волокон друг относительно друга, но разнящиеся в своих подробностях. Это чесание гребенное и кардование.

## Чесание гребенное

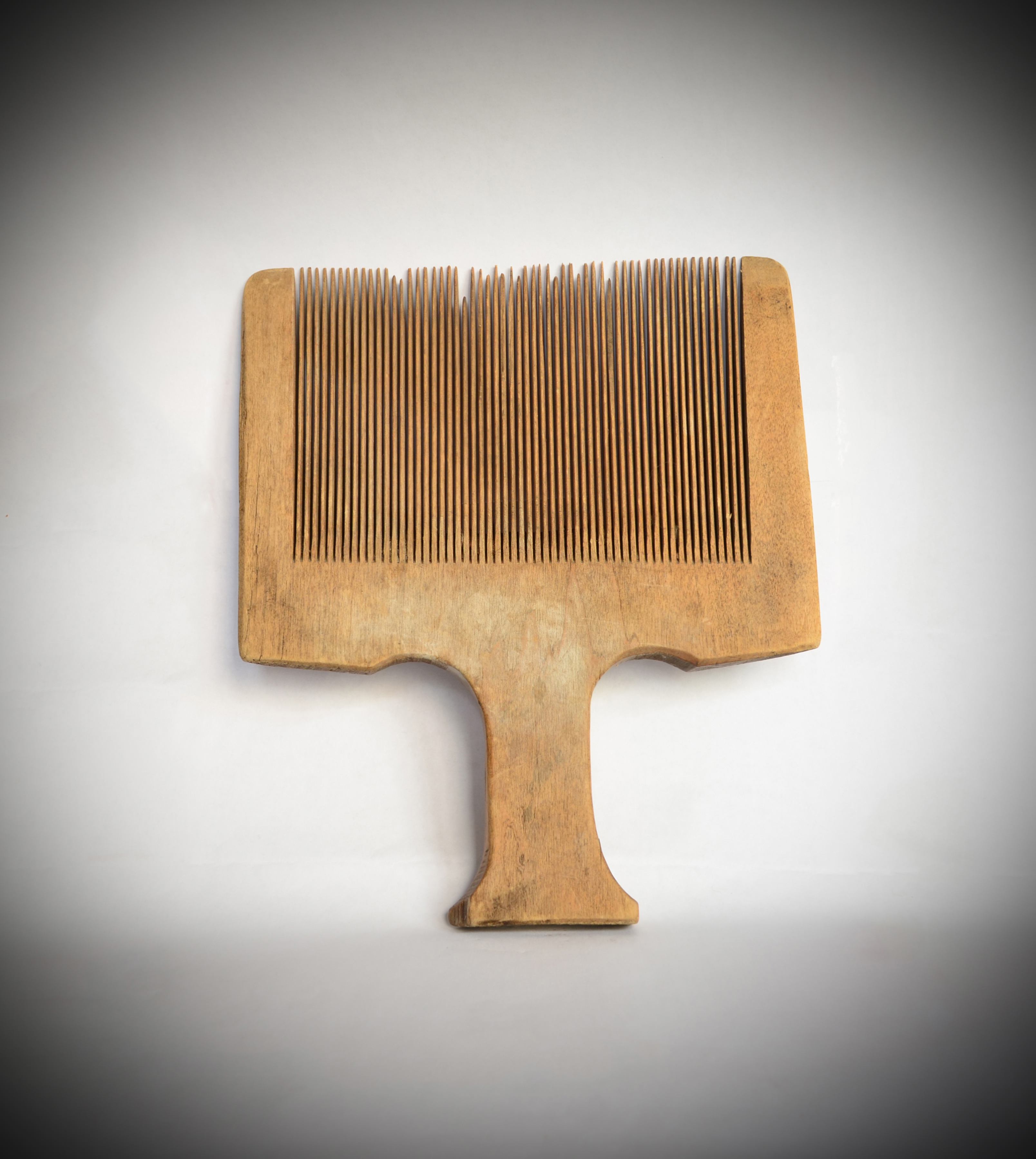
Гребень для расчёсывания льна.Рязанская губерния,19 век.

При гребенном чесании иглы гребня входят между волокнами пучка, зажатого неподвижно одним своим концом и, двигаясь между волокнами, распрямляют их, разъединяют друг от друга и выделяют посторонние примеси и более короткие волокна, которые не могли быть зажаты вместе с другими. Чтобы гребнечесание было возможно, материал должен обладать известной длиной волокна.

## Кардование
Кардование (или кардочесание), напротив того, производится, преимущественно, над более короткими волокнами. При нём материал свободно пускается в машину и подвергается действию так называемых кардующих поверхностей, усаженных частыми иглами, которые захватывают своими остриями пучки волокон и растаскивают их в разные стороны. Повторением таких процессов производится полное разделение всех пучков и комочков на отдельные волокна, соединяемые в виде рыхлого и тонкого слоя ватки. Посторонние примеси при этом освобождаются и выпадают. Длинные волокна не выдерживают кардочесания, так как захватываются сразу в нескольких местах остриями кардных поверхностей и разрываются.